# Borre kyrka
Borre kyrka (norska: Borre kirke) är en kyrka i Hortens kommun i Vestfold fylke i sydöstra Norge, strax söder om orten Horten.

## Kyrkobyggnaden
Den är en medeltida, enskeppig stenkyrka, troligen byggd på 1100-talet. Kyrkan har omkring 300 sittplatser.

## Inventarier
- En altartavla i barockstil är skuren 1665 av träsnidare Abel Schrøder. Färger och förgyllning tillkom 1741.
- I Oslo universitets samlingar finns ett medeltida kors från Borre kirke.